# Gérard de Ridefort
Gérard de Ridefort, italianizzato in Gerardo di Ridefort (Fiandra, ... – 4 ottobre 1189), è stato un cavaliere medievale fiammingo.
Fu il decimo Gran maestro dell'Ordine templare, dal 1185 fino alla morte quattro anni dopo.

## Biografia

Arma gentilizia di Gérard de Ridefort

Nacque in Fiandra e fin da giovane fu al servizio del conte Raimondo III di Tripoli, da lui poi cordialmente odiato per non averlo più fatto sposare, come promesso, con la ricca Cécile Dorel, che aveva ereditato il feudo costiero di Batroun, all'interno della Contea di Tripoli.
In seguito seguì Guido di Lusignano, fino alla sua salita sul trono di Gerusalemme, in seguito alla morte di Baldovino IV, avvenuta nel 1185.
Fu tra i principali responsabili della improvvida ripresa delle ostilità contro Saladino, che portarono alla catastrofica battaglia di Hattin e alla fine del Regno crociato di Gerusalemme.
Morì per volere di Saladino, che lo fece decapitare il 4 ottobre 1189, dopo aver espugnato San Giovanni d'Acri.